# 宇宙フロンティア財団
宇宙フロンティア財団（うちゅうフロンティアざいだん、英: Space Frontier Foundation）は、民間による宇宙開発を推進することを目的とした非営利組織である。1988年、宇宙開発の専門家らが創設した。
近年、宇宙フロンティア財団は、Ansari X Prize、スペースシップワン、ロバート・ビゲローの宇宙ホテル建設計画などに補助的に関与している。
宇宙フロンティア財団はアメリカ合衆国政府の宇宙開発計画、特にアメリカ航空宇宙局の計画にも重要な批判者としての役割を果たしてきた。例えば、スペースシャトルは独立企業化した方がうまく運営されるとの指摘をしている。しかし、NASA とは協力関係にもあり、民間の発明を宇宙開発に役立てることを目的とした センテニアル・チャレンジ プログラムなどで協力している。
他にも、小惑星や彗星の発見と研究のプロジェクト The Watch、世界中の子供に宇宙や天文学への興味を持たせるプロジェクト Permission to Dream、毎年開催されていた Return to the Moon と Space Frontier 会議、宇宙への民間人の移民を推進するプロジェクト Space Settlement Project などがある。
宇宙フロンティア財団で最も有名な人物としてリック・タムリンソンがいる。彼は1995年以降6回にわたって、アメリカ合衆国議会で宇宙関連の問題で証言している。タムリンソンは Space News 誌により宇宙業界の重要人物100人に選ばれた。
財団の現在の戦略的な中心は、NewSpace コミュニティを成長させることである。ブッシュ大統領が2004年1月13日の演説で‘Renewed Spirit of Discovery’（発見の精神の回復）というビジョンを発表した。財団は、NASA がこの方針転換にどう反応するかに注目した。NASA の対応は2005年9月19日の Exploration Systems Architecture Study の発表という形で明らかとなり、それを受けて財団は以下の目標を採択した。
- 宇宙フロンティア財団の目的は、恒久的な植民のために宇宙を開拓地（フロンティア）とすることである。
- 宇宙の開拓は資本主義の力を解放することでのみ達成される。
- そういった意味で、政府の触媒としての役割は重要である。
- 政府は NewSpace 産業の勃興を助けなければならない。
- NASA については、財団の短期の目標は、NewSpace 産業が獲得できる製品やサービスのシェアを最大化することである。